# 考尔乔
考尔乔，是匈牙利包尔绍德-奥包乌伊-曾普伦州所辖的一个村。总面积43.70平方公里，总人口1772，人口密度40.5人/平方公里（2011年1月1日）。